# Is Is
Is Is è il terzo EP del gruppo musicale statunitense Yeah Yeah Yeahs, pubblicato nel 2007.

## Tracce
1. Rockers to Swallow – 3:14
2. Down Boy – 3:54
3. Kiss Kiss – 2:45
4. Isis – 4:00
5. 10 x 10 – 3:44

## Formazione
- Karen O - voce
- Nick Zinner - chitarre, microkorg
- Brian Chase - batteria